# 皮耶罗·丁泽奥
皮耶罗·丁泽奥（義大利語：Piero D'Inzeo，1923年3月4日—2014年2月13日），意大利男子马术运动员。他曾代表意大利参加1948年、1952年、1956年、1960年、1964年、1968年、1972年和1976年夏季奥林匹克运动会马术比赛，共获得二枚银牌和四枚铜牌。